# Ricardo León Brito
Ricardo León Brito (Santa Cruz de Tenerife, 8 febbraio 1983) è un ex calciatore spagnolo, di ruolo centrocampista.